# Ventivorus ragei
Ventivorus ragei — викопний вид птахів родини дрімлюгових (Caprimulgidae), що існував в Європі у пізньому еоцені (40-37 млн років тому). Фрагменти посткраніального скелета виявлені у відкладеннях формації Фосфорити Керсі у департаменті Тарн і Гаронна на півдні Франції.